# 无鳞毛枝蕨
无鳞毛枝蕨（学名：Leptorumohra sinomiqueliana）为鳞毛蕨科毛枝蕨属下的一个种。